# La freccia d'oro (programma televisivo)
La freccia d'oro è stato un programma televisivo italiano di intrattenimento, in onda nel 1971. Era un programma di musica e quiz, che andava in onda la domenica pomeriggio sul Programma Nazionale. La trasmissione, che prese il posto di Settevoci, era condotta da Pippo Baudo e Loretta Goggi. I concorrenti erano divisi in squadre, formate a seconda della fascia di età.
Gli autori erano Italo Terzoli, Franco Franchi, Beppe Recchia e lo stesso Baudo, mentre la regia era di Beppe Recchia. La sigla di apertura era un motivetto fischiettato composto da Pippo Caruso, mentre la sigla di chiusura era la canzone Gingì, interpretata da Pippo Baudo e un gruppo di giovani cantanti, tra cui Renato Zero e Loredana Bertè.